# Talgram
Talgram là một thị xã và là một nagar panchayat của quận Kannauj thuộc bang Uttar Pradesh, Ấn Độ.

## Địa lý
Talgram có vị trí 27°03′B 79°39′Đ / 27,05°B 79,65°Đ Nó có độ cao trung bình là 147 mét (482 feet).

## Nhân khẩu
Theo điều tra dân số năm 2001 của Ấn Độ, Talgram có dân số 10.360 người. Phái nam chiếm 53% tổng số dân và phái nữ chiếm 47%. Talgram có tỷ lệ 46% biết đọc biết viết, thấp hơn tỷ lệ trung bình toàn quốc là 59,5%: tỷ lệ cho phái nam là 53%, và tỷ lệ cho phái nữ là 37%. Tại Talgram, 19% dân số nhỏ hơn 6 tuổi.